# Beckhoplia
Beckhoplia är ett släkte av skalbaggar. Beckhoplia ingår i familjen Melolonthidae.
Kladogram enligt Catalogue of Life:
| Beckhoplia | \| \| Beckhoplia colvillei \| \| \| \| \| \| Beckhoplia julianae \| \| \| \| \| \| Beckhoplia occidentalis \| \| \| \| |
|            | \| \| Beckhoplia colvillei \| \| \| \| \| \| Beckhoplia julianae \| \| \| \| \| \| Beckhoplia occidentalis \| \| \| \| |
|            | Beckhoplia colvillei                                                                                                   |
|            | |
|            | Beckhoplia julianae |
|            | |
|            | Beckhoplia occidentalis                                                                                                |
|            | |